# Kakuti
Kakuti – wieś w Gruzji, w regionie Guria, w gminie Ozurgeti. W 2014 roku liczyła 282 mieszkańców.